# Regabellator armatus
Regabellator armatus är en kräftdjursart som först beskrevs av Hansen 1916.  Regabellator armatus ingår i släktet Regabellator och familjen Nannoniscidae. Inga underarter finns listade i Catalogue of Life.